# Камбоджански риел
 Тази статия е за паричната единица на Камбоджа.  За канадския политик вижте Луи Риел.  
Камбоджанският риел (на кхмерски: រៀល) е валутата на Камбоджа. Има два различни риела, първият е издаден между 1953 г. и май 1975 г. Между 1975 и 1980 г. страната няма парична система. Втора валута, също наречена „риел“, се издава от 20 март 1980 г.
Според народното вярване името на валутата идва от рибата на река Меконг – Риел (от кхмерски: „малка риба“). По-вероятно обаче е името да произлиза от мексиканското реално високо съдържание на сребро, използвано от малайски, индийски и китайски търговци в Камбоджа в средата на 19 век.

## История
Паричната единица на Камбоджа до 1955 г. е индокитайският пиастр. По време на режима на Пол Пот са отпечатани нови банкноти, но не са пуснати в обращение. През 17 април 1975 г. паричното обращение и банковата система са отменени. През 1978 – 1980 г. в обращение са използвани виетнамски, тайландски и други чужди валути. През март 1980 г. националната парична единица – риелът е отново пуснат в обращение, а на 1 април 1980 г. започва издаването и на монети и банкноти. По време на режима на червените кхмери се печатат две серии банкноти – през 1975 и 1993 година. Първата серия така и не влиза в обращение, тъй като след окупацията на Пном Пен е обявено пълното премахване на парите и частната собственост. Втората серия има ограничена циркулация в контролираните от тях територии.

## Монети
Има монети от 50, 100, 200 и 500 риела, изсечени през 1994 г. и пуснати в обращение през 1995 г.

## Банкноти
В обращение са банкнотите от 50, 100, 200, 500, 1000, 2000, 5000, 10 000, 20 000, 50 000 и 100 000 риела от различни години на издаване. Поради високата инфлация и наличието на монети от един и същ номинал, банкнотите от 50, 100, 200 и 500 рила в номинал, които са законно платежно средство, практически не са в обращение. Банкнотите от по-старите емисии се изваждат от обращение, след като се износят. Всички банкноти, издадени преди 1995 г., са анулирни.